# Morti nel 1990

## Gennaio(147)
- 1º gennaio - Ernst Kuzorra, calciatore e allenatore di calcio tedesco (n. 1905)
- 1º gennaio - Vittorio Marangone, politico italiano (n. 1912)
- 1º gennaio - Tomáš Týn, filosofo e teologo ceco (n. 1950)
- 2 gennaio - Lawrence Alloway, critico d'arte inglese (n. 1926)
- 2 gennaio - Euaggelos Averōf, politico greco (n. 1910)
- 2 gennaio - Alan Hale Jr., attore statunitense (n. 1921)
- 3 gennaio - Mauro Cía, pugile argentino (n. 1919)
- 3 gennaio - Ernst Widmer, compositore, direttore d'orchestra e pianista svizzero (n. 1927)
- 4 gennaio - Harold Eugene Edgerton, ingegnere elettrico e fotografo statunitense (n. 1903)
- 4 gennaio - Alberto Lleras Camargo, giornalista, politico e diplomatico colombiano (n. 1906)
- 4 gennaio - Enrica Malcovati, latinista e filologa classica italiana (n. 1894)
- 4 gennaio - Wim Volkers, allenatore di calcio e calciatore olandese (n. 1899)
- 5 gennaio - Lola Iturbe, anarchica e pubblicista spagnola (n. 1902)
- 5 gennaio - Arthur Kennedy, attore statunitense (n. 1914)
- 5 gennaio - Kléber Piot, ciclista su strada e ciclocrossista francese (n. 1920)
- 5 gennaio - Jaroslav Rössler, fotografo ceco (n. 1902)
- 5 gennaio - Genrich Sidorenkov, hockeista su ghiaccio sovietico (n. 1931)
- 6 gennaio - Gord Aitchison, cestista canadese (n. 1909)
- 6 gennaio - Pavel Alekseevič Čerenkov, fisico sovietico (n. 1904)
- 6 gennaio - Ian Charleson, attore scozzese (n. 1949)
- 6 gennaio - Virgilio Conrero, imprenditore italiano (n. 1918)
- 6 gennaio - Jake Weber, cestista statunitense (n. 1918)
- 7 gennaio - Vittorio Baroni, religioso italiano (n. 1911)
- 7 gennaio - Eero Böök, scacchista finlandese (n. 1910)
- 7 gennaio - Ed Czerkiewicz, calciatore statunitense (n. 1912)
- 7 gennaio - Bronko Nagurski, giocatore di football americano statunitense (n. 1908)
- 7 gennaio - Joe Robbie, dirigente sportivo, avvocato e imprenditore statunitense (n. 1916)
- 8 gennaio - Georgie Auld, sassofonista e clarinettista canadese (n. 1919)
- 8 gennaio - John Schick, cestista statunitense (n. 1916)
- 8 gennaio - Terry-Thomas, attore e cabarettista britannico (n. 1911)
- 9 gennaio - Charles Alfred Anderson, mineralogista statunitense (n. 1902)
- 9 gennaio - Paul Bauer, alpinista, avvocato e scrittore tedesco (n. 1896)
- 9 gennaio - Giuseppe Cadregari, calciatore italiano (n. 1919)
- 9 gennaio - Bazilio Olara-Okello, politico e generale ugandese (n. 1929)
- 9 gennaio - Shlomo Pines, storico e filosofo francese (n. 1908)
- 9 gennaio - Cemal Süreya, poeta e scrittore turco (n. 1931)
- 10 gennaio - Juliet Berto, attrice e regista francese (n. 1947)
- 10 gennaio - Mino Guerrini, pittore, sceneggiatore e regista italiano (n. 1927)
- 10 gennaio - Willie Sanders, attore britannico (n. 1906)
- 10 gennaio - Jurij Michajlovič Vyšinskij, regista sovietico (n. 1923)
- 10 gennaio - Otto Weidinger, militare tedesco (n. 1914)
- 10 gennaio - Lyle R. Wheeler, scenografo statunitense (n. 1905)
- 11 gennaio - Giuseppe Barbera, politico italiano (n. 1925)
- 11 gennaio - José Luis García Traid, calciatore e allenatore di calcio spagnolo (n. 1936)
- 11 gennaio - Kusuo Kobayashi, mafioso giapponese (n. 1930)
- 11 gennaio - Kittens Reichert, attrice statunitense (n. 1910)
- 11 gennaio - Elvio Salvatore, politico e avvocato italiano (n. 1928)
- 12 gennaio - Whitey Dienelt, cestista statunitense (n. 1921)
- 12 gennaio - John Hansen, calciatore e allenatore di calcio danese (n. 1924)
- 12 gennaio - Laurence Peter, psicologo canadese (n. 1919)
- 12 gennaio - Paul Pisk, compositore e musicologo austriaco (n. 1893)
- 13 gennaio - Giovanni Griffith, calciatore italiano (n. 1934)
- 13 gennaio - Simon Guttmann, letterato tedesco (n. 1891)
- 13 gennaio - Francisco Hormazábal, allenatore di calcio e calciatore cileno (n. 1920)
- 13 gennaio - Jenő Kalmár, allenatore di calcio e calciatore ungherese (n. 1908)
- 13 gennaio - Alexandre Katlama, progettista, militare e cestista russo (n. 1910)
- 13 gennaio - Pierre Pascal, poeta, saggista e iranista francese (n. 1909)
- 14 gennaio - Edgar Everhart, astronomo statunitense (n. 1920)
- 15 gennaio - František Douda, pesista e discobolo cecoslovacco (n. 1908)
- 15 gennaio - Gordon Jackson, attore scozzese (n. 1923)
- 15 gennaio - Gabriel Estavao Monjane, circense mozambicano (n. 1944)
- 15 gennaio - William O'Neal, criminale statunitense (n. 1949)
- 15 gennaio - Hannah Washington, attrice statunitense (n. 1923)
- 16 gennaio - Bill Heaton, calciatore inglese (n. 1918)
- 16 gennaio - Robert Lamartine, calciatore francese (n. 1935)
- 16 gennaio - Jean Saint-Fort Paillard, cavaliere francese (n. 1913)
- 17 gennaio - Giuseppe Amarelli, imprenditore italiano (n. 1904)
- 17 gennaio - Tito Celani, calciatore e allenatore di calcio italiano (n. 1921)
- 17 gennaio - Charles Hernu, politico francese (n. 1923)
- 17 gennaio - Sydney Johnson, inglese
- 17 gennaio - Léon Motchane, matematico e mecenate svizzero (n. 1900)
- 18 gennaio - Rusty Hamer, attore statunitense (n. 1947)
- 18 gennaio - Candy Jones, scrittrice e modella statunitense (n. 1925)
- 18 gennaio - Kim Chang-hee, sollevatore sudcoreano (n. 1921)
- 18 gennaio - Jurij Sergeevič Pobedonoscev, regista sovietico (n. 1910)
- 18 gennaio - Luigi Zorzi, calciatore italiano (n. 1920)
- 19 gennaio - Carlo Bagno, attore italiano (n. 1920)
- 19 gennaio - Klavdija Aleksandrovna Barchatova, astronoma sovietica (n. 1917)
- 19 gennaio - Joseph Courtat, calciatore svizzero (n. 1919)
- 19 gennaio - Arthur Goldberg, politico e giurista statunitense (n. 1908)
- 19 gennaio - Aldo Gucci, imprenditore e designer italiano (n. 1905)
- 19 gennaio - Marina Pagano, cantante e attrice italiana (n. 1939)
- 19 gennaio - Aleksandr Aronovič Pečerskij, militare sovietico (n. 1909)
- 19 gennaio - Osho Rajneesh, mistico indiano (n. 1931)
- 19 gennaio - Guido Rigotti, allenatore di calcio e calciatore italiano (n. 1904)
- 19 gennaio - Alberto Semprini, pianista e direttore d'orchestra inglese (n. 1908)
- 20 gennaio - Antonio Bortoletti, calciatore italiano (n. 1910)
- 20 gennaio - Naruhiko Higashikuni, principe, militare e politico giapponese (n. 1887)
- 20 gennaio - Barbara Stanwyck, attrice e ballerina statunitense (n. 1907)
- 20 gennaio - Jean Wolff, missionario e arcivescovo cattolico francese (n. 1905)
- 21 gennaio - Aldo Canti, attore e stuntman italiano (n. 1941)
- 21 gennaio - Trude Fleischmann, fotografa statunitense (n. 1895)
- 21 gennaio - Pierre Nicolas, contrabbassista francese (n. 1921)
- 22 gennaio - Anna Maria Bisi, archeologa italiana (n. 1938)
- 22 gennaio - Gordon Buehrig, designer statunitense (n. 1904)
- 22 gennaio - Giorgio Caproni, poeta, critico letterario e traduttore italiano (n. 1912)
- 22 gennaio - Gabriella Marchi, ginnasta italiana (n. 1956)
- 22 gennaio - Angelo Petracca, carabiniere italiano (n. 1970)
- 22 gennaio - Mariano Rumor, politico italiano (n. 1915)
- 22 gennaio - José Salomón, calciatore argentino (n. 1916)
- 22 gennaio - Giovanni Tamburelli, ingegnere italiano (n. 1923)
- 22 gennaio - Roman Vishniac, biologo e fotografo russo (n. 1897)
- 23 gennaio - Sergio Angelini, calciatore e allenatore di calcio italiano (n. 1914)
- 23 gennaio - Allen Collins, chitarrista statunitense (n. 1952)
- 23 gennaio - Wilhelm Dommes, militare tedesco (n. 1907)
- 23 gennaio - José Napoleón Duarte, politico salvadoregno (n. 1925)
- 23 gennaio - Charley Eugene Johns, politico statunitense (n. 1905)
- 23 gennaio - Adriano Seroni, politico, giornalista e critico letterario italiano (n. 1918)
- 24 gennaio - Madge Bellamy, attrice statunitense (n. 1899)
- 24 gennaio - Helga Gnauer, schermitrice austriaca (n. 1929)
- 24 gennaio - Bohuslav Kirchmann, schermidore cecoslovacco (n. 1902)
- 24 gennaio - Francesco Mei, giornalista e anglista italiano (n. 1923)
- 24 gennaio - Araken, calciatore brasiliano (n. 1905)
- 24 gennaio - Teresa Cristina di Sassonia-Coburgo-Koháry, principessa tedesca (n. 1902)
- 24 gennaio - Leendert Gerrit Westerink, filologo classico, grecista e bizantinista olandese (n. 1913)
- 25 gennaio - Dámaso Alonso, poeta, scrittore e filologo spagnolo (n. 1898)
- 25 gennaio - Amable Audin, archeologo francese (n. 1899)
- 25 gennaio - Franco Bironi, calciatore italiano (n. 1925)
- 25 gennaio - Ava Gardner, attrice statunitense (n. 1922)
- 25 gennaio - Alexander Lockwood, attore statunitense (n. 1902)
- 25 gennaio - John L. McCrea, ufficiale statunitense (n. 1891)
- 25 gennaio - Francesco Neffat, politico, antifascista e partigiano italiano (n. 1908)
- 26 gennaio - Hal Draper, attivista e scrittore statunitense (n. 1914)
- 26 gennaio - Bob Gerard, pilota automobilistico britannico (n. 1914)
- 26 gennaio - Lewis Mumford, urbanista e sociologo statunitense (n. 1895)
- 26 gennaio - Geneviève Prigent, ambientalista francese (n. 1919)
- 26 gennaio - Toninho Guerreiro, calciatore brasiliano (n. 1942)
- 27 gennaio - Pit Corder, linguista britannico (n. 1918)
- 27 gennaio - Helen Jerome Eddy, attrice statunitense (n. 1897)
- 27 gennaio - Travis Webb, pilota automobilistico statunitense (n. 1910)
- 27 gennaio - Henry Winterfeld, scrittore tedesco (n. 1901)
- 28 gennaio - Tibor Florián, scacchista e compositore di scacchi ungherese (n. 1919)
- 28 gennaio - Jan Lambrichs, ciclista su strada olandese (n. 1915)
- 28 gennaio - Edward Szymkowiak, calciatore polacco (n. 1932)
- 28 gennaio - Massimo Teglio, aviatore italiano (n. 1900)
- 29 gennaio - Irma Brandeis, critica letteraria e italianista statunitense (n. 1905)
- 29 gennaio - Ren Zhuoxuan, politico, giornalista e attivista cinese (n. 1896)
- 30 gennaio - Severino Canavesi, ciclista su strada e ciclocrossista italiano (n. 1911)
- 30 gennaio - John Rogers Cox, pittore statunitense (n. 1915)
- 30 gennaio - Ross Hill, attore statunitense (n. 1973)
- 30 gennaio - John Lindgren, fondista svedese (n. 1899)
- 30 gennaio - Anna McGowan, statunitense (n. 1897)
- 30 gennaio - Nina Il'inična Niss-Gol'dman, scultrice e pittrice russa (n. 1892)
- 31 gennaio - Ricardo Bordallo, politico statunitense (n. 1927)
- 31 gennaio - Eveline Du Bois-Reymond Marcus, zoologa tedesca (n. 1901)
- 31 gennaio - Sigmund Frogn, calciatore norvegese (n. 1904)
- 31 gennaio - Amedeo Molnár, teologo, storico e medievista ceco (n. 1923)

## Febbraio(103)
- 1º febbraio - Gianfranco Contini, critico letterario, filologo e partigiano italiano (n. 1912)
- 1º febbraio - Lauritz Falk, attore e regista svedese (n. 1909)
- 1º febbraio - Pierre Phạm Tần, vescovo cattolico vietnamita (n. 1913)
- 1º febbraio - Antonio Ubieto Arteta, storico e filologo spagnolo (n. 1923)
- 1º febbraio - Jadwiga Wajs, discobola polacca (n. 1912)
- 2 febbraio - Paul Ariste, linguista e esperantista estone (n. 1905)
- 2 febbraio - Pietro Carbone, magistrato italiano (n. 1918)
- 2 febbraio - Mary Kathleen Crichton, nobildonna britannica (n. 1905)
- 2 febbraio - Benedict Daswa, beato sudafricano (n. 1946)
- 2 febbraio - Enrico De Pedis, mafioso italiano (n. 1954)
- 2 febbraio - Mel Lewis, batterista statunitense (n. 1929)
- 2 febbraio - Elettra Pollastrini, politica italiana (n. 1908)
- 2 febbraio - Don Welsh, calciatore e allenatore di calcio britannico (n. 1911)
- 3 febbraio - Felice Chiusano, cantante e batterista italiano (n. 1922)
- 3 febbraio - Pete Mount, cestista statunitense (n. 1925)
- 3 febbraio - Jane Novak, attrice statunitense (n. 1896)
- 3 febbraio - Vito Rosa, politico italiano (n. 1921)
- 3 febbraio - Marcel Thévenet, sollevatore francese (n. 1915)
- 4 febbraio - Maria Gambarelli, ballerina e attrice statunitense (n. 1900)
- 4 febbraio - Eugenio Henke, ammiraglio italiano (n. 1909)
- 4 febbraio - Berta Karlik, fisica austriaca (n. 1904)
- 4 febbraio - Whipper Billy Watson, wrestler canadese (n. 1915)
- 5 febbraio - William Bartley III, filosofo statunitense (n. 1934)
- 5 febbraio - Maria Benedetto, presbitero francese (n. 1895)
- 5 febbraio - Edgar Herschler, avvocato e politico statunitense (n. 1918)
- 5 febbraio - Mario Pavesi, imprenditore italiano (n. 1909)
- 5 febbraio - Zé Beto, calciatore portoghese (n. 1960)
- 6 febbraio - John Merivale, attore britannico (n. 1917)
- 6 febbraio - Jean Sécember, calciatore francese (n. 1911)
- 6 febbraio - Jimmy Van Heusen, compositore e pianista statunitense (n. 1913)
- 7 febbraio - Gunther Baumann, allenatore di calcio e calciatore tedesco (n. 1921)
- 7 febbraio - Bill Perigo, cestista e allenatore di pallacanestro statunitense (n. 1911)
- 7 febbraio - Alan Perlis, informatico statunitense (n. 1922)
- 8 febbraio - François-Nestor Adam, vescovo cattolico italiano (n. 1903)
- 8 febbraio - Katalin Karády, attrice e cantante ungherese (n. 1910)
- 8 febbraio - Charles Maclean, barone Maclean, nobile scozzese (n. 1916)
- 8 febbraio - Del Shannon, cantautore e produttore discografico statunitense (n. 1934)
- 8 febbraio - George de Mestral, ingegnere svizzero (n. 1907)
- 9 febbraio - Francesco Vinci, rugbista a 15 e allenatore di rugby a 15 italiano (n. 1910)
- 9 febbraio - Jan Wojnowski, sollevatore polacco (n. 1946)
- 10 febbraio - Knut Hansson, calciatore svedese (n. 1911)
- 10 febbraio - Luigi Musina, pugile italiano (n. 1914)
- 11 febbraio - Léopold Anoul, allenatore di calcio e calciatore belga (n. 1911)
- 11 febbraio - Antonio Bernieri, partigiano e politico italiano (n. 1917)
- 11 febbraio - Tom Brennan, cestista statunitense (n. 1930)
- 11 febbraio - Marie-Dominique Chenu, teologo francese (n. 1895)
- 11 febbraio - Bruno Giraldi, calciatore italiano (n. 1907)
- 11 febbraio - Vojtech Löffler, scultore slovacco (n. 1907)
- 12 febbraio - Werther Cacciatori, militare e partigiano italiano (n. 1912)
- 12 febbraio - Dino Falconi, scrittore e regista italiano (n. 1902)
- 12 febbraio - Lodovico Montini, politico italiano (n. 1896)
- 13 febbraio - Ken Lynch, attore statunitense (n. 1910)
- 13 febbraio - Guido Seborga, giornalista, poeta e pittore italiano (n. 1909)
- 14 febbraio - Leopoldo Cepparello, compositore italiano (n. 1909)
- 14 febbraio - José Luis Panizo, calciatore spagnolo (n. 1922)
- 14 febbraio - Jean Wallace, attrice statunitense (n. 1923)
- 15 febbraio - Henry Brandon, attore tedesco (n. 1912)
- 15 febbraio - Frans Kellendonk, scrittore olandese (n. 1951)
- 15 febbraio - Norman Parkinson, fotografo inglese (n. 1913)
- 15 febbraio - Yustrich, allenatore di calcio e calciatore brasiliano (n. 1917)
- 16 febbraio - Robert Brunschvig, islamista francese (n. 1901)
- 16 febbraio - Arcângelo Cerqua, vescovo cattolico e missionario italiano (n. 1917)
- 16 febbraio - Dino Platone, giornalista, antifascista e illustratore italiano (n. 1928)
- 16 febbraio - Keith Haring, pittore statunitense (n. 1958)
- 16 febbraio - Luis Ortiz Monasterio, scultore messicano (n. 1906)
- 16 febbraio - József Moravetz, calciatore rumeno (n. 1911)
- 16 febbraio - Vladimir Vasil'evič Ščerbickij, politico sovietico (n. 1918)
- 17 febbraio - Robert Bernard, calciatore tedesco (n. 1913)
- 17 febbraio - Jean-Marc Boivin, alpinista, scialpinista e paracadutista francese (n. 1951)
- 17 febbraio - Hap Day, hockeista su ghiaccio, allenatore di hockey su ghiaccio e dirigente sportivo canadese (n. 1901)
- 17 febbraio - Erik Rhodes, attore, cantante e ballerino statunitense (n. 1906)
- 18 febbraio - Günther Bornkamm, biblista e teologo tedesco (n. 1905)
- 18 febbraio - Margaret Craske, ballerina, coreografa e insegnante britannica (n. 1892)
- 18 febbraio - Fermín Estrella Gutiérrez, scrittore e poeta spagnolo (n. 1900)
- 18 febbraio - Tor Isedal, attore svedese (n. 1924)
- 19 febbraio - Francesco Antonio De Cataldo, avvocato e politico italiano (n. 1932)
- 19 febbraio - Otto Eduard Neugebauer, matematico austriaco (n. 1899)
- 19 febbraio - Michael Powell, regista e sceneggiatore inglese (n. 1905)
- 20 febbraio - Harry Klinefelter, medico statunitense (n. 1912)
- 21 febbraio - Elena Albertini, scrittrice italiana (n. 1902)
- 21 febbraio - Isaac Jacob Schoenberg, matematico rumeno (n. 1903)
- 21 febbraio - Alberto Simioni, fumettista italiano (n. 1951)
- 22 febbraio - Stephen W. Burns, attore statunitense (n. 1954)
- 22 febbraio - Renato Chabod, politico, avvocato e alpinista italiano (n. 1909)
- 22 febbraio - Nadežda Nikolaevna Koševerova, regista cinematografica sovietica (n. 1902)
- 23 febbraio - Phyllis Adair, attrice statunitense (n. 1919)
- 23 febbraio - James Maurice Gavin, generale statunitense (n. 1907)
- 24 febbraio - Arthur Ayrault, canottiere statunitense (n. 1935)
- 24 febbraio - Malcolm Forbes, editore statunitense (n. 1919)
- 24 febbraio - Sandro Pertini, politico, giornalista e partigiano italiano (n. 1896)
- 24 febbraio - Johnnie Ray, cantante e pianista statunitense (n. 1927)
- 25 febbraio - Amerigo Salati, calciatore e allenatore di calcio italiano (n. 1916)
- 26 febbraio - Carlo Cammarota, pianista, compositore e direttore d'orchestra italiano (n. 1905)
- 26 febbraio - Márvio dos Santos, pallanuotista brasiliano (n. 1934)
- 26 febbraio - Julian Gascoigne, generale britannico (n. 1903)
- 26 febbraio - Bruno Vailati, partigiano, regista e produttore cinematografico italiano (n. 1919)
- 27 febbraio - Alberto Giustolisi, scacchista italiano (n. 1928)
- 27 febbraio - Cirillo Grott, scultore italiano (n. 1937)
- 27 febbraio - Josephine Johnson, scrittrice statunitense (n. 1910)
- 28 febbraio - Emma Cesarskaja, attrice sovietica (n. 1909)
- 28 febbraio - Mario Craveri, direttore della fotografia e regista italiano (n. 1902)
- 28 febbraio - David Prichard, chitarrista statunitense (n. 1963)
- 28 febbraio - Greville Wynne, britannico (n. 1919)

## Marzo(109)
- 1º marzo - Max Bulla, ciclista su strada austriaco (n. 1905)
- 1º marzo - Rinaldo Capuzzi, tiratore a segno italiano (n. 1904)
- 2 marzo - Ettore Passerin d'Entrèves, storico e partigiano italiano (n. 1914)
- 3 marzo - Roberto Bertol, calciatore spagnolo (n. 1917)
- 3 marzo - Gérard Blitz, imprenditore e pallanuotista belga (n. 1912)
- 3 marzo - Charlotte Moore Sitterly, astronoma statunitense (n. 1898)
- 4 marzo - Salvatore Deidda, fumettista italiano (n. 1953)
- 4 marzo - Konstantin Konstantinovič Kokkinaki, aviatore sovietico (n. 1910)
- 4 marzo - Arīs Voudourīs, imprenditore greco (n. 1927)
- 5 marzo - Edmund Conen, allenatore di calcio e calciatore tedesco (n. 1914)
- 5 marzo - Raoul Maria De Angelis, scrittore, giornalista e pittore italiano (n. 1908)
- 5 marzo - Timothy Mason, storico britannico (n. 1940)
- 5 marzo - Gary Merrill, attore statunitense (n. 1915)
- 5 marzo - Gina Pane, performance artist francese (n. 1939)
- 5 marzo - Albano Pereira, calciatore portoghese (n. 1922)
- 5 marzo - Karel Thijs, ciclista su strada belga (n. 1918)
- 6 marzo - Václav Bára, calciatore cecoslovacco (n. 1908)
- 6 marzo - Giovanni Battista Dal Prà, vescovo cattolico italiano (n. 1902)
- 6 marzo - Tarō Kagawa, calciatore giapponese (n. 1922)
- 6 marzo - Adam Papée, schermidore polacco (n. 1895)
- 6 marzo - Luciano Ramella, dirigente sportivo, allenatore di calcio e calciatore italiano (n. 1914)
- 6 marzo - Bertold Spuler, orientalista e iranista tedesco (n. 1911)
- 7 marzo - Claude Arrieu, compositrice francese (n. 1903)
- 7 marzo - Athos Fiordelli, partigiano e politico italiano (n. 1925)
- 7 marzo - Mordecai Gorelik, scenografo russo (n. 1899)
- 7 marzo - Max Hansen, militare tedesco (n. 1908)
- 7 marzo - Jay Lovestone, politico, sindacalista e agente segreto statunitense (n. 1897)
- 7 marzo - Mihály Tóth, calciatore ungherese (n. 1926)
- 7 marzo - Al Tripoli, pugile statunitense (n. 1904)
- 7 marzo - Carl Alvar Wirtanen, astronomo statunitense (n. 1910)
- 8 marzo - Erkki Aaltonen, compositore finlandese (n. 1910)
- 8 marzo - Charles Krüger, calciatore lussemburghese (n. 1896)
- 9 marzo - George Costakis, collezionista d'arte greco (n. 1913)
- 9 marzo - Isao Satō, attore e aviatore giapponese (n. 1949)
- 10 marzo - Tseng Kwong Chi, fotografo hongkonghese (n. 1950)
- 10 marzo - Fedele D'Amico, musicologo, critico musicale e critico teatrale italiano (n. 1912)
- 10 marzo - Giovanni Paganin, pattinatore di velocità su ghiaccio italiano (n. 1955)
- 10 marzo - Harro Ran, pallanuotista olandese (n. 1937)
- 10 marzo - Lance Tingay, giornalista e scrittore britannico (n. 1915)
- 11 marzo - Dean Horrix, calciatore inglese (n. 1961)
- 11 marzo - Håkon Kindervåg, calciatore norvegese (n. 1922)
- 11 marzo - Oronzo Pugliese, calciatore e allenatore di calcio italiano (n. 1910)
- 11 marzo - Mathias Rebitsch, alpinista, archeologo e storico austriaco (n. 1911)
- 12 marzo - Lamberto Cesari, matematico italiano (n. 1910)
- 12 marzo - Jane Grigson, scrittrice inglese (n. 1928)
- 12 marzo - Rosamond Lehmann, scrittrice britannica (n. 1901)
- 12 marzo - Gastone Renzelli, attore italiano (n. 1921)
- 12 marzo - Philippe Soupault, scrittore e saggista francese (n. 1897)
- 12 marzo - Adolphe Touffait, calciatore francese (n. 1907)
- 13 marzo - Bruno Bettelheim, filosofo austriaco (n. 1903)
- 13 marzo - Hugh Cholmondeley, VI marchese di Cholmondeley, nobile inglese (n. 1919)
- 13 marzo - Albert De Cleyn, calciatore belga (n. 1917)
- 13 marzo - Helene Lauterböck, attrice austriaca (n. 1895)
- 13 marzo - Karl Münchinger, direttore d'orchestra tedesco (n. 1915)
- 14 marzo - Wilhelm Baumann, pallamanista tedesco (n. 1912)
- 14 marzo - Graham Martin, diplomatico statunitense (n. 1912)
- 14 marzo - Léo Souris, compositore, arrangiatore e direttore d'orchestra belga (n. 1911)
- 15 marzo - Cesáreo Galíndez, imprenditore spagnolo (n. 1894)
- 15 marzo - Tom Harmon, giocatore di football americano statunitense (n. 1919)
- 16 marzo - Fritz Ewert, calciatore tedesco (n. 1937)
- 16 marzo - Ric Grech, bassista e polistrumentista britannico (n. 1946)
- 16 marzo - Albert Hackett, attore e sceneggiatore statunitense (n. 1900)
- 16 marzo - Emanuele Piazza, poliziotto e agente segreto italiano (n. 1960)
- 17 marzo - Capucine, attrice e modella francese (n. 1928)
- 17 marzo - Romolo Celant, calciatore italiano (n. 1911)
- 17 marzo - Mohamed Latif, calciatore egiziano (n. 1909)
- 17 marzo - Carmelo Samonà, ispanista e scrittore italiano (n. 1926)
- 18 marzo - Ivano Curti, politico italiano (n. 1906)
- 18 marzo - Carlo Grillo, scrittore, poeta e matematico italiano (n. 1919)
- 19 marzo - Angelo Cattaneo, calciatore italiano (n. 1915)
- 19 marzo - Leopold Neumer, calciatore austriaco (n. 1919)
- 19 marzo - Andrew Wood, cantante e bassista statunitense (n. 1966)
- 20 marzo - Maurice Cloche, regista, sceneggiatore e produttore cinematografico francese (n. 1907)
- 20 marzo - Lev Jašin, calciatore e hockeista su ghiaccio sovietico (n. 1929)
- 21 marzo - Angelo Cucchi, operaio, sindacalista e politico italiano (n. 1920)
- 21 marzo - Nicola Gioitta, gioielliere italiano (n. 1961)
- 21 marzo - Ottorino Mancioli, pittore, disegnatore e scultore italiano (n. 1908)
- 22 marzo - Gerald Bull, ingegnere canadese (n. 1928)
- 22 marzo - Fredi Chiappelli, filologo e storico della letteratura italiano (n. 1921)
- 23 marzo - John Dexter, regista britannico (n. 1925)
- 23 marzo - René Enríquez, attore nicaraguense (n. 1933)
- 23 marzo - Silvio Micheli, scrittore italiano (n. 1911)
- 23 marzo - Leongino Unzain, calciatore e allenatore di calcio paraguaiano (n. 1925)
- 24 marzo - Tanți Cocea, attrice rumena (n. 1909)
- 24 marzo - Alice Sapritch, attrice francese (n. 1916)
- 24 marzo - Gabriele Sartori, religioso e militare italiano (n. 1901)
- 25 marzo - Karl Brown, direttore della fotografia, sceneggiatore e regista statunitense (n. 1896)
- 25 marzo - Bertil Linde, hockeista su ghiaccio svedese (n. 1907)
- 26 marzo - Tristram Coffin, attore statunitense (n. 1909)
- 26 marzo - Halston, stilista statunitense (n. 1932)
- 26 marzo - Michel Mirowski, cardiologo polacco (n. 1924)
- 27 marzo - Percy Beard, ostacolista e allenatore di atletica leggera statunitense (n. 1908)
- 27 marzo - Marilyn Buferd, attrice statunitense (n. 1925)
- 27 marzo - Ray Kuka, cestista e allenatore di pallacanestro statunitense (n. 1922)
- 27 marzo - Francesco Panitteri, magistrato e militare italiano (n. 1921)
- 28 marzo - Gino Cappello, dirigente sportivo e calciatore italiano (n. 1920)
- 28 marzo - Luigi Moltrasio, calciatore italiano (n. 1928)
- 28 marzo - Otello Zironi, calciatore italiano (n. 1917)
- 29 marzo - Adoor Bhasi, attore indiano (n. 1927)
- 29 marzo - Severino Delogu, medico, divulgatore scientifico e saggista italiano (n. 1925)
- 29 marzo - Tobias Dohrn, archeologo e etruscologo tedesco (n. 1910)
- 29 marzo - Armando Silvestri, scrittore di fantascienza e giornalista italiano (n. 1909)
- 29 marzo - Archie Strimel, calciatore statunitense (n. 1918)
- 30 marzo - Edvin Hansen, calciatore danese (n. 1920)
- 31 marzo - Piera Aulagnier, psichiatra e psicoanalista italiana (n. 1923)
- 31 marzo - Folco Buonamici, militare italiano (n. 1902)
- 31 marzo - John Hawkes, tennista australiano (n. 1899)
- 31 marzo - Eduardo Mourinha, calciatore portoghese (n. 1909)
- 31 marzo - Knut Ansgar Nelson, vescovo cattolico danese (n. 1906)

## Aprile(110)
- 1º aprile - Benito Díaz Iraola, calciatore e allenatore di calcio spagnolo (n. 1898)
- 1º aprile - Issicka Ouattara, calciatore burkinabè (n. 1954)
- 1º aprile - Carlos Peucelle, calciatore e allenatore di calcio argentino (n. 1908)
- 1º aprile - Francesco Alessandro Ugolini, linguista e filologo italiano (n. 1910)
- 1º aprile - Nikolaos Ventouras, incisore greco (n. 1899)
- 1º aprile - Russell Vis, lottatore statunitense (n. 1900)
- 2 aprile - Aldo Fabrizi, attore, regista e sceneggiatore italiano (n. 1905)
- 3 aprile - Bernard Glemser, scrittore britannico (n. 1908)
- 3 aprile - Mario Pomilio, scrittore, saggista e giornalista italiano (n. 1921)
- 3 aprile - Sarah Vaughan, cantante statunitense (n. 1924)
- 3 aprile - Franco Ventura, calciatore italiano (n. 1920)
- 4 aprile - Leonid Stepanovič Duškin, ingegnere sovietico (n. 1910)
- 4 aprile - Bernhard Rensch, biologo e ornitologo tedesco (n. 1900)
- 4 aprile - Cesare Valinasso, calciatore italiano (n. 1909)
- 5 aprile - Vincenzo Bosari, scrittore italiano (n. 1901)
- 5 aprile - Arturo Imedio, cestista, allenatore di pallacanestro e dirigente sportivo spagnolo (n. 1930)
- 5 aprile - Filippo Romano, magistrato italiano (n. 1907)
- 6 aprile - Peter Doherty, allenatore di calcio e calciatore nordirlandese (n. 1913)
- 6 aprile - Joël de Oliveira Monteiro, calciatore brasiliano (n. 1904)
- 6 aprile - James MacNabb, canottiere britannico (n. 1901)
- 6 aprile - Claudio Savonuzzi, giornalista, scrittore e critico d'arte italiano (n. 1926)
- 6 aprile - Alfred Sohn-Rethel, economista e sociologo tedesco (n. 1899)
- 7 aprile - Pier Lorenzo De Vita, fumettista italiano (n. 1909)
- 7 aprile - Ron Evans, astronauta statunitense (n. 1933)
- 7 aprile - Dino Lucianetti, calciatore italiano (n. 1930)
- 7 aprile - Dick Lundy, animatore e regista statunitense (n. 1907)
- 7 aprile - Acruto Vitali, poeta, tenore e artista italiano (n. 1903)
- 8 aprile - Jose De Vega, attore statunitense (n. 1934)
- 8 aprile - Luigi Ferrero, calciatore italiano (n. 1941)
- 8 aprile - Giovanni Gennari, calciatore italiano (n. 1921)
- 8 aprile - Marcello Guida, poliziotto italiano (n. 1913)
- 8 aprile - Hans Korte, militare tedesco (n. 1899)
- 8 aprile - Jean Orieux, scrittore francese (n. 1907)
- 8 aprile - Eugenio Peggio, politico, giornalista e economista italiano (n. 1929)
- 8 aprile - Ryan White, statunitense (n. 1971)
- 9 aprile - Chips Sobek, cestista e allenatore di pallacanestro statunitense (n. 1920)
- 10 aprile - Margarete Adler, nuotatrice austriaca (n. 1896)
- 10 aprile - Carmelo Costanzo, imprenditore italiano (n. 1923)
- 10 aprile - Fortune Gordien, discobolo e pesista statunitense (n. 1922)
- 10 aprile - Hugh Trefusis Brassey, ufficiale inglese (n. 1915)
- 10 aprile - Giovanni Moruzzi, biochimico italiano (n. 1904)
- 10 aprile - Marco Pisetta, brigatista e collaboratore di giustizia italiano (n. 1945)
- 11 aprile - Rudolf Cejka, calciatore austriaco (n. 1941)
- 11 aprile - Aurelio Curti, politico italiano (n. 1917)
- 11 aprile - Ivar Lo-Johansson, scrittore svedese (n. 1901)
- 11 aprile - Edmondo Lozzi, montatore e regista italiano (n. 1916)
- 11 aprile - Gennaro Manna, scrittore, critico letterario e saggista italiano (n. 1922)
- 11 aprile - Umberto Mormile, educatore italiano (n. 1953)
- 11 aprile - Natalino Sapegno, critico letterario, storico della letteratura e italianista italiano (n. 1901)
- 12 aprile - Gustavo Bontadini, filosofo italiano (n. 1903)
- 12 aprile - Geoffrey Harrison, diplomatico inglese (n. 1908)
- 12 aprile - Otto Neumann, velocista e ostacolista tedesco (n. 1902)
- 12 aprile - Irving Terjesen, cestista statunitense (n. 1915)
- 12 aprile - Luis Trenker, regista, attore e alpinista italiano (n. 1892)
- 13 aprile - Giacinto Domenico Lazzarini, partigiano e agente segreto italiano (n. 1912)
- 13 aprile - István Lovrics, cestista ungherese (n. 1927)
- 13 aprile - Virginio Rotondi, presbitero italiano (n. 1912)
- 14 aprile - Ahmed Balafrej, politico marocchino (n. 1908)
- 14 aprile - Sabicas, chitarrista spagnolo (n. 1912)
- 14 aprile - Mario Frustalupi, calciatore e dirigente sportivo italiano (n. 1942)
- 14 aprile - Georges Lacombe, regista e sceneggiatore francese (n. 1902)
- 14 aprile - Raffaele Vessichelli, magistrato italiano (n. 1919)
- 15 aprile - Greta Garbo, attrice svedese (n. 1905)
- 15 aprile - Ivo Lambertini, architetto italiano (n. 1909)
- 15 aprile - Spark Matsunaga, politico statunitense (n. 1916)
- 15 aprile - Manuel Soares dos Reis, calciatore portoghese (n. 1910)
- 15 aprile - Angelo Tarantino, vescovo cattolico e missionario italiano (n. 1908)
- 16 aprile - Ewald Kihle, calciatore norvegese (n. 1919)
- 16 aprile - Enrico Reginato, medico e militare italiano (n. 1913)
- 17 aprile - Ralph Abernathy, attivista statunitense (n. 1926)
- 17 aprile - Joseph McMillan Johnson, effettista statunitense (n. 1912)
- 18 aprile - Gory Guerrero, wrestler statunitense (n. 1921)
- 18 aprile - Frédéric Rossif, regista jugoslavo (n. 1922)
- 18 aprile - Robert D. Webb, regista statunitense (n. 1903)
- 19 aprile - Sergej Nikolaevič Filippov, attore e doppiatore russo (n. 1912)
- 20 aprile - Francesco Frigieri, giornalista e scrittore italiano (n. 1940)
- 20 aprile - Horst Sindermann, politico tedesco (n. 1915)
- 21 aprile - Salvatore Cascino, marciatore italiano (n. 1917)
- 21 aprile - Silvio Leonardi, politico e economista italiano (n. 1914)
- 21 aprile - Romain de Tirtoff, pittore, scultore e costumista russo (n. 1892)
- 22 aprile - Bob Davies, cestista e allenatore di pallacanestro statunitense (n. 1920)
- 22 aprile - Vincenzo Ferdinandi, stilista italiano (n. 1920)
- 22 aprile - Rosalind Moss, antropologa britannica (n. 1890)
- 22 aprile - Albert Salmi, attore statunitense (n. 1928)
- 22 aprile - Luigi Uzzo, attore italiano (n. 1943)
- 22 aprile - Gustaf Wejnarth, velocista svedese (n. 1902)
- 23 aprile - Paulette Goddard, attrice statunitense (n. 1910)
- 23 aprile - Emilia Rensi, saggista italiana (n. 1901)
- 24 aprile - Claude Henri, fumettista, illustratore e sceneggiatore francese (n. 1915)
- 24 aprile - Kazem Rajavi, politico e diplomatico iraniano (n. 1934)
- 25 aprile - Maria Luisa Garoppo, attrice, sceneggiatrice e personaggio televisivo italiana (n. 1933)
- 25 aprile - Dexter Gordon, sassofonista statunitense (n. 1923)
- 25 aprile - Rufus Jones, batterista statunitense (n. 1936)
- 26 aprile - Józef Kosacki, ingegnere e ufficiale polacco (n. 1909)
- 26 aprile - Carlos Pizarro Leongómez, guerrigliero e politico colombiano (n. 1951)
- 26 aprile - John Jack Winkler, filologo classico e attivista